# محمود البنا
شیخ محمود علی البنا (۱۷ دسامبر ۱۹۲۶ – ۲۰ ژوئیه ۱۹۸۵) قاری مصری و از چهره‌های برجسته در این زمینه بود. او قرآن را در کتاب روستای شیخ موسی منتش حفظ کرد و در سن یازده سالگی به پایان رساند و سپس به شهر طنطا رفت و در مسجد احمدی به تحصیل علوم شرعی پرداخت و در آنجا آموزش قرائت دید. وی در شاگرد ابراهیم بن سلام مالکی بود.

## رادیو
البنا در سال ۱۹۴۵ به قاهره آمد و آوازه او در آنجا پخش شد و در آنجا نزد شیخ الحجه در آن رشته، درویش الحریری، به تحصیل علوم مقامت پرداخت. او در سال ۱۹۴۷ به عنوان قاری انجمن جوانان مسلمان انتخاب شد و تمام جشن‌های انجمن را افتتاح می‌کرد. در سال ۱۹۴۸ علی ماهر پاشا، شاهزاده عبدالکریم الخطابی و تعدادی از سرشناسان ارشد که در مراسم انجمن حضور داشتند گوش فرا دادند. و از او خواست که به رادیو مصر بپیوندد. شیخ البنا در سال ۱۹۴۸ به رادیو مصر پیوست و اولین قرائت او در دسامبر ۱۹۴۸ سوره هود بود.

## قرآن
او در اواخر دهه ۱۹۴۰ به عنوان قاری برای مسجد عین الحیات و سپس در دهه ۱۹۵۰ مسجد امام الرفاعی انتخاب شد و در سال ۱۹۵۹ به مسجد احمدی در طنطا نقل مکان کرد. 
سپس از سال 1980 پس از فوت استاد خليل الحصري پنج سال توفيق حضور در مسجد امام حسين (ع) قاهره را پيدا کرد و تا زمان وفاتش در همان مسجد مشغول قرائت قرآن بود.
او علاوه بر تلاوت قرآنی که در سال ۱۹۶۷ ضبط کرد، قرآن را در رادیو مصر، و قرآن تلاوت کرد که برای ایستگاه‌های رادیویی عربستان و امارات ضبط کرد، حجم زیادی از ضبط‌ها را برای رادیو به جا گذاشت. شیخ البنا از بسیاری از کشورهای جهان دیدن کرد اکثر کشورهای عربی به تلاوت قرآن پرداخت و از بسیاری از کشورهای اروپایی از جمله آلمان در سال ۱۹۷۸ بازدید کرد. البنا یکی از فعالان تأسیس سندیکای قاریان بود و با تأسیس سندیکا در سال ۱۹۸۴ به عنوان نایب رئیس انتخاب شد.

## مرگ
شیخ محمود علی البنا پس از سفری پر مشغله در سوم ذی القعده ۱۴۰۵ ق / ۲۰ ژوئیه ۱۹۸۵ م درگذشت. 
بعد از فوت وی این مساله فاش و روشن می شود که شخص استاد محمود علی البنا از اولاد امام هادی امام دهم شیعیان است که نسبت وی با ۲۶ واسطه به امام هادی می رسد. همچنین او جزو اشراف مصر بود. در مصر به این گروه، سادات الاشراف می گویند و برای محمود علی البنا شجره نامه دقیقی وجود دارد که توسط دختر او، آمال البنا منتشر شده است.
او را در مقبره خود که در مسجد شبرا باص که به روستای خود متصل است به خاک سپردند. رئیس‌جمهور سابق مصر (محمد حسنی مبارک) در سال ۱۹۹۰ مدالی به نام مدال علم و هنر را به او اعطا کرد.